# IPhuck 10
«iPhuck 10» — п'ятнадцятий роман Віктора Пелевіна, написаний ним у 2017 році, вийшов 26 вересня того ж року у видавництві «Ексмо». За цей роман автор отримав премію Андрія Білого.

## Сюжет
Роман оповідає про комп'ютерного поліцейсько-літературного алгоритму «ZA-3478/PH0 більт 9.3», що має ім'я Порфирій Петрович, який займається розслідуванням злочинів і разом з тим пише роман.
«iPhuck 10» — назва одного з його романів, а також назва найдорожчої з існуючих секс-машин того часу. Дія роману відбувається в Росії другої половини XXI століття.

## Думки критиків
За оцінкою літературного критика Галини Юзефович, це «дивний, глибокий і захопливий роман, що сплавляє розум і почуття в якійсь абсолютно новій для Пелевіна (та, мабуть, і для всієї російської прози) пропорції, і безумовно кращий текст автора за останні роки — у всякому разі, найбільш інтелектуально захопливий».